# Bacabal
Bacabal là một đô thị thuộc bang Maranhão, Brasil. Đô thị này có diện tích 1682,601 km², dân số năm 2007 là 93402 người, mật độ 55,51 người/km².